# Dziedziczki (film 2018)
Dziedziczki (hiszp. Las herederas) – paragwajski dramat filmowy z 2018 roku w reżyserii Marcelo Martinessiego, będący jego pełnometrażowym debiutem. Obraz o tematyce LGBT zrealizowany został w koprodukcji międzynarodowej. Film miał swoją premierę w konkursie głównym na 68. MFF w Berlinie, gdzie wyróżniono go trzema nagrodami.

## Fabuła
Chela i Chiquita są parą od 30 lat. Swój związek ukrywają ze względu na konserwatyzm paragwajskiego społeczeństwa. Gdy kobiety popadają w problemy finansowe, zaczynają wyprzedawać meble i inne przedmioty. Niebawem jednak Chiquita musi stawić się do więzienia w związku z defraudacją pieniędzy z banku. Podczas nieobecności partnerki Chela zaczyna zajmować się świadczeniem usług przewozowych, aby zapewnić sobie dochód. Za sprawą nowej pracy poznaje dużo młodszą kobietę imieniem Angy.

## Obsada
- Ana Brun jako Chela
- Margarita Irun jako Chiquita
- Ana Ivanova jako Angy
- Nilda  Gonzalez jako Pati
- Maria Martins jako Pituca
- Alicia Guerra jako Carmela
- Raul Chamorro jako Cesar[2]

## Nagrody
68. MFF w Berlinie
- Nagroda FIPRESCI
- Nagroda im. Alfreda Bauera za innowacyjność
- Srebrny Niedźwiedź dla najlepszej aktorki dla Any Brun
  - udział w konkursie głównym o nagrodę Złotego Niedźwiedzia